# Nicsara aethiops
Nicsara aethiops är en insektsart som beskrevs av Heinrich Hugo Karny 1931. Nicsara aethiops ingår i släktet Nicsara och familjen vårtbitare. Inga underarter finns listade i Catalogue of Life.